# ماريا كوريا مانريكي
ماريا كوريا مانريكي (28 مايو 1890-23 مايو 1985) ناشطة نسوية كولومبية، وناشطة حق تصويت المرأة، وسياسية، وممرضة، وصحفية. كان لها دور فعال في الضغط من أجل سن قوانين في كولومبيا تعترف بحق المرأة في المواطنة، والتعليم، وحق التصويت. كرِمتها منظمة الدول الأمريكية بوسام «نساء الأمريكتين» في عام 1960، وحصلت على العديد من الجوائز والأوسمة خلال حياتها. كُرِّمت أيضًا بعد وفاتها بتوزيع جائزة تحمل اسمها في اليوم العالمي للمرأة في 8 مارس من كل سنة، وذلك تكريمًا للمرأة الكولومبية التي برعت في تعزيز حقوق المرأة في مجتمعها.

## سيرة الحياة
وُلِدت ماريا كوريا مانريكي في 28 مايو 1890 في بوغوتا بكولومبيا لوالديها الجنرال أنيبال كوريا وهيرسيليا مانريكي دي كوريا. تمكنت من السفر عبر أوروبا والولايات المتحدة بسبب ثروة عائلتها، وتعلمت لغات أخرى. حصلت على شهادة التمريض من مستشفى بريسبيتيريان في مدينة نيويورك، بسبب منع النساء من التعليم العالي في كولومبيا في ذلك الوقت، وتابعت بعدها دراسة الفلسفة والعلوم الإنسانية في جامعة السوربون في باريس، وحصلت على الدكتوراه. تزوجت كوريا من روبرتو آيا، وهو من قدامى المحاربين في حرب الألف يوم، والذي كان له دور فعال في فتح الأبواب أمام حقوق المرأة. حاولت مجموعة من النساء بقيادة جورجينا فليتشر الحصول على حقوق المواطنة للنساء الكولومبيات في عام 1930، إذ كانت أجور النساء في ذلك الوقت ملكًا لأزواجهن أو آبائهن أو إخوتهن، ولم يكن للمرأة وصاية على أطفالها. لم تنجح النساء في عام 1930، فقدم آيا زوجته كوريا بعد عامين إلى الرئيس إنريكي أولايا هيريرا، الذي ضغطت عليه هي والنساء الأخريات للمساعدة في تغيير قوانين المواطنة للنساء في كولومبيا. أُقِرَّ القانون رقم 28 في عام 1932 مواطنة المرأة لأول مرة في كولومبيا.
واصلت النساء الضغط من أجل الحقوق، فحصلن في عام 1933 على الحق في الحصول على التعليم العالي والخدمة في المناصب العامة بحلول عام 1936. عملت كوريا مندوبة لكولومبيا لدى لجنة البلدان الأمريكية للمرأة منذ عام 1938 حتى عام 1948. عاشت كوريا في الولايات المتحدة بين عامي 1937 و1944. عملت بتدريس اللغة الإسبانية قبل أن تبدأ العمل مع لجنة البلدان الأمريكية للمرأة، وعملت في مستوطنة هنري ستريت، وكتبت للصحف، وترجمت بعض الأعمال بالإضافة إلى المشاركة في العديد من منتديات الحوار في كل من كولومبيا وخارجها.
عادت إلى كولومبيا في عام 1944، وساعدت في تأسيس منظمات الدفاع عن حق المرأة في التصويت، مثل اتحاد النساء في كولومبيا وتحالف النساء في كولومبيا، مع لوسيلا روبيو دي لافيردي. كانت كوريا رئيسة اتحاد النساء في كولومبيا، وقادتها للنضال ليس فقط من أجل منح المرأة حق التصويت، ولكن أيضًا لحل عدم المساواة الاجتماعية والاقتصادية مع نساء أخريات مثل ماريا كالديرون دي نييتو، وتيريزا كويرفو، وساتوريا غارسيا دي ألفاريز، وماريا إيلينا خيمينيز دي كروفو، وماريا مونتانا دي رويدا فارغاس، وماريا يوجينيا روخاس، وروزيتا توريزو دي تروخيو وابنتها بياتريس آيا كوريا. استمرت هذه المجموعة النسائية في تقديم مقترحات ومشاريع رفضها كل من الليبراليين والمحافظين وعلى مدى عقد من الزمن.
حصلت المرأة الكولومبية على حق التصويت في 25 أغسطس 1954، وبدأت كوريا وغيرها من العاملات في مجال الدفاع عن حق المرأة في التصويت على الفور حملة لاستقطاب أصوات الناخبات من أجل تسجيل النساء للتصويت. شاركت حوالي مليوني امرأة في أول انتخابات سُمح فيها للنساء بالتصويت في عام 1957. ترشحت كوريا لمنصب الرئاسة بعد ذلك بعامين، وانتُخبت كأول امرأة عضوة في مجلس بوغوتا، وانتُخِبت بعدها كأول امرأة تتولى رئاسة المجلس. كُرِّمت بوسام «امرأة الأمريكتين» في عام 1960 من قبل منظمة الدول الأمريكية، وانتُخِبَت في عام 1969 رئيسة لبلدية باتشو.
أسست كوريا مدرسة التمريض التابعة للصليب الأحمر إلى جانب عملها السياسي، وكانت نشطة في اتحاد مواطني كولومبيا من خلال تطوعها في الصليب الأحمر للسيدات الرماديات في بوغوتا وعضويتها في مجلس بروفاميليا. توفيت كوريا في 23 مايو 1985 في بوغوتا بكولومبيا.